# Рич, Лесли
Лесли Джордж Рич (англ. Leslie George Rich; 29 декабря 1886, Сомервилл, Массачусетс — октябрь 1969, Дейд-Сити, Флорида) — американский пловец, бронзовый призёр летних Олимпийских игр 1908 года.
На Играх 1908 года Рич участвовал в двух дисциплинах. Он стал бронзовым призёром в эстафете 4×200 м вольным стилем и занял четвёртое место в плавании на 100 м вольным стилем.